# Царфин, Файбиш-Шрага
Файбиш-Шрага (Сэм) Царфин (Зарфин) (фр. Faïbich-Schraga Zarfin; 7 января 1900 (1899?), Смиловичи, Российская империя – 25 сентября 1975, Рони-су-Буа, Франция) – французский художник еврейского происхождения. Представитель Парижской школы. Живописец, дизайнер по ткани, книжный иллюстратор, поэт.

## Биография

### Детство
Родился в Смиловичах (ныне Червенский район, Минская область, Белоруссия) семье промышленника. Когда в детстве Царфин катался на коньках по замерзшей реке, с ним произошёл несчастный случай: «Однажды мальчик провалился в полынью и сильно ударился головой об её край. К счастью, его спасли. Рассказывая об этом много лет спустя, художник не без гордости демонстрировал большой шрам на затылке».
Царфин, как и Сутин, с детства обожал рисовать. Об этом свидетельствует отрывок из воспоминаний Царфина: «Когда мы были детьми, он <Сутин> изрисовывал стены родительского дома, а я – конторские книги моего отца. Хаим любил рисовать портреты, я же отдавал предпочтение изображению пожарников, чьи блестящие каски производили на меня потрясающее впечатление».

### Деятельность
Учился в Виленской рисовальной школе И. Трутнева (где обучался также известный белорусский художник Язеп Дроздович). В 1914 г. эмигрировал в Палестину, учился в Иерусалиме в Художественной академии Бецалель. В 1923 г. переехал в Берлин. Участвовал в выставках, работал над иллюстрациями для книжных изданий. На творчество художника оказали влияние Макс Либерман и немецкие экспрессионисты. В 1924 г. — в Париже, где встретился с Хаимом Сутиным. С 1925 г. увлекся живописью на ткани, изготовлением эскизов для домов высокой моды. В 1931 г. получил французское гражданство. В 1939 г. был мобилизован во французскую армию в связи с началом Второй мировой войны. Альбом рисунков, выполненных художником в этот период, приобретен французским правительством.
Во время нацистской оккупации квартира Царфиных в Гренобле была одной из явок французского Сопротивления.
В 1944 г. прошла персональная выставка художника. В 1958–1975 гг. — персональные выставки в Еврейском музее в Нью-Йорке, музее Эшмолин в Оксфорде, в замке Лаверсин недалеко от Крейля, в г. Монтрёй.
В 1966 г. была издана литография одного из полотен художника, средства от продажи которой поступили в Ассоциацию детских домов.
В эмиграции, кроме Сутина, Царфин поддерживал отношения с земляками Кикоиным, Кременем, Сутиным, а также с другими художниками Парижской школы – Абердамом, Анчером, Прессманом, Гарфинкелем, скульпторами Костаном и Тамари.

## Царфин и Сутин
Шрага Царфин и Хаим Сутин родились в одном местечке – Смиловичах – и с детства знали друг друга, несмотря на более чем 6-летнюю разницу в возрасте. Сутин даже разрешал маленькому Царфину смотреть, как он работает.
Царфин вновь встретил Сутина в Париже в 1920-е годы и долгие годы поддерживал с ним связь. Царфину принадлежат небольшие воспоминания о Сутине и жизни в Смиловичах
Существует легенда, что Сутин, когда увидел работы Царфина, посоветовал ему уничтожить их. Достоверно известно только то, что, когда Царфин приехал в Париж в 1924 г., то уничтожил большинство своих ранних произведений. Сутин, напротив, всячески поощрял Царфина к занятиям живописью.

## Творчество
В иерусалимский период своего творчества (1914-1923) Царфин был близок к фовизму.
В годы Второй мировой войны он много экспериментирует с гуашью, часто смешивая её с масляными красками. Цвета палитры художника в этот период становятся более густыми, а живопись – более экспрессивной.
В 1950-х годах Царфин создает целый ряд работ, посвященных церквям и соборам Парижа и его окрестностей. Критики особо отмечают эти работы, считая, что в них «Царфин нашел до сих пор неизвестные цвета и оттенки… Художник поднялся до самых вершин искусства» (В. фон Вайс, июнь 1958 г.).

## Критика
О Царфине немало писали его современники. Критик и искусствовед Андре Фарси писал об авторе в газете «Ле Пети Дофинуа» (11 ноября 1941 г.): «…это художник редчайшей и многогранной чувствительности, его творчество стоит в ряду художников, несущих нам свет». А в газете «Тан» от 11 июля 1942 года он же отмечал, что на полотнах Царфина «пейзажи, цветы и человеческие фигуры …преображены лирическим порывом, который как бы изымает их из природы, перемещая в мир вымысла, зачастую суровый и ожесточенный. В этом мире контуры предметов превращаются в безумные арабески, а краски становятся знаками некоей материи, возникшей в результате тонкой и искусной алхимии».
Философ и искусствовед Этьен Сурьо, преподававший в Сорбонне, посвятил Царфину одну из своих университетских лекций и написал о нём несколько статей, называя его творчество «одним из высших достижений современного искусства». Художественный критик Эмманюэль Рэ так писал об авторе: «Царфин напоминает мне великого русского поэта Ф. Тютчева, для которого внешний мир являлся лишь мимолетным и недолговечным видением, ненадолго возникающим из хаоса и тут же в нем исчезающим…».
Неоднозначную оценку творчеству Царфина дал психоаналитик Эрнест Френкель, статья которого была опубликована в книге, посвящённой художнику, изданной в Женеве в начале 1960-х годов.

## Коллекции
Коллекционер Поль Рампено, владелец наиболее крупного собрания работ живописца, насчитывающего около 90 полотен и гуашей, отмечал какую-то особенную музыкальность произведений Шраги Царфина: «В живописи Царфина …чувствуется та же грандиозность, которая потрясает нас, когда мы слушаем Баха».
В 1954 году «Пейзаж» Царфина купил Государственный музей современного искусства (Париж) за 25.000 франков.
При жизни художника его работы приобретали коллекционеры Элена Рубинштейн, Аликс де Ротшильд, Симон Спунд, Имре Хаас-Поллацек, Жанин Ансель. Ряд произведений Царфина был приобретен коллекционерами из США и Канады.
В 2011 году Белгазпромбанк (председатель правления — Виктор Бабарико) приобрел у Надин Незавер, эксперта по Парижской школе 1905—1939 гг., 12 работ Шраги Царфина, которые заложили основу корпоративной коллекции Белгазпромбанка (наряду с произведениями Сутина, Шагала, Цадкина, Кременя, Кикоина, Любича и других художников Парижской школы — уроженцев Беларуси). Также в коллекции Белгазпромбанка есть картина Царфина «Альпийская долина», подаренная Центром «Арт Банкинг».
В 2012 году дочь художника Лилиан Дюлак-Царфин передала в дар Национальному художественному музею Республики Беларусь две работы своего отца — «Лес» и «Светлый неф». Госпожа Дюлак передала работы через своего сына Ива, который по приглашению Белгазпромбанка посетил открытие выставки «Художники Парижской школы из Беларуси», состоявшееся 20 сентября 2012 года.
В 2019 году компания «А-100» приобрела у наследников Шраги Царфина 15 работ художника.

## Фильмы о Файбише-Шраге Царфине
- «Файбиш-Шрага Царфин. Сияние цвета», документальный фильм Олега Лукашевича (2014).